# Лусіано Родрігес
Лусіано Родрігес Росалес (ісп. Luciano Rodríguez Rosales, нар. 16 липня 2003, Монтевідео, Уругвай) — уругвайський футболіст, нападник клубу «Ліверпуль» з Монтевідео.

## Ігрова кар'єра

### Клубна
Лусіано Родрігес є вихованцем футбольної школи уругвайського клубу «Прогресо». 17 січня 2021 року футболіст дебютував в першій команді у матчах чемпіонату Уругваю. За результатами того сезону разом з командою Родрігес вилетів до Другого дивізіону але продовжив виступати в клубі.
Лише на початку 2023 року Родрігес перейшов до столичного «Ліверпуля». З яким у першому ж сезоні виграв чемпіонат країни.

### Збірна
У складі молодіжної збірної Уругваю Лусіано Родрігес у 2023 році брав участь у молодіжній першості континенту.
Також у тому році Родрігес разом з молодіжною збірною виграв молодіжний чемпіонат світу в Аргентині. Сам Лусіано став автором переможного голу у фіналі проти італійських однолітків.

## Титули
Ліверпуль (Монтевідео)
 Чемпіон Уругваю: 2023
Уругвай (U-20)
 Переможець молодіжного чеспіонату світу: 2023
 Другий призер молодіжного чемпіонату Південної Америки: 2023